# Victoria barlowi
Victoria barlowi là một loài bướm đêm trong họ Geometridae.